# NGC 1
NGC 1 là một thiên hà xoắn ốc kiểu SbbPa Ring nằm ở chòm sao Phi Mã cách 190 triệu năm ánh sáng. Thiên hà chỉ nhỏ hơn dải Ngân Hà của chúng ta một chút, với đường kính vào khoảng 90.000 năm ánh sáng. Đây là thiên hà đầu tiên được liệt kê vào trong danh mục chung mới về các tinh vân và cụm sao. Trong tọa độ được sử dụng tại thời điểm bắt đầu dùng danh mục (kỉ nguyên 1860), NGC 1 đã có xích kinh thấp nhất trong tất cả các thiên hà trong danh mục, khiến khi sắp xếp xích kinh các thiên hà, NGC 1 trở thành thiên hà đầu tiên được liệt kê. Nhưng kể từ đó trở đi, tọa độ đã thay đổi, và NGC 1 không còn có xích kinh thấp nhất nữa.
Thiên hà được phát hiện bởi Heinrich Louis d'Arrest năm 1861 với kính thiên văn 27,9 cm (11 inch).

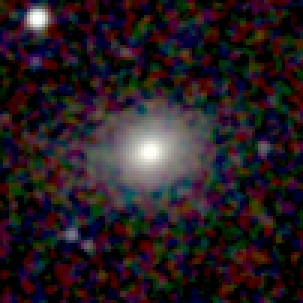
NGC 1 nhìn từ 2MASS.